# Elias von Bourbon-Parma

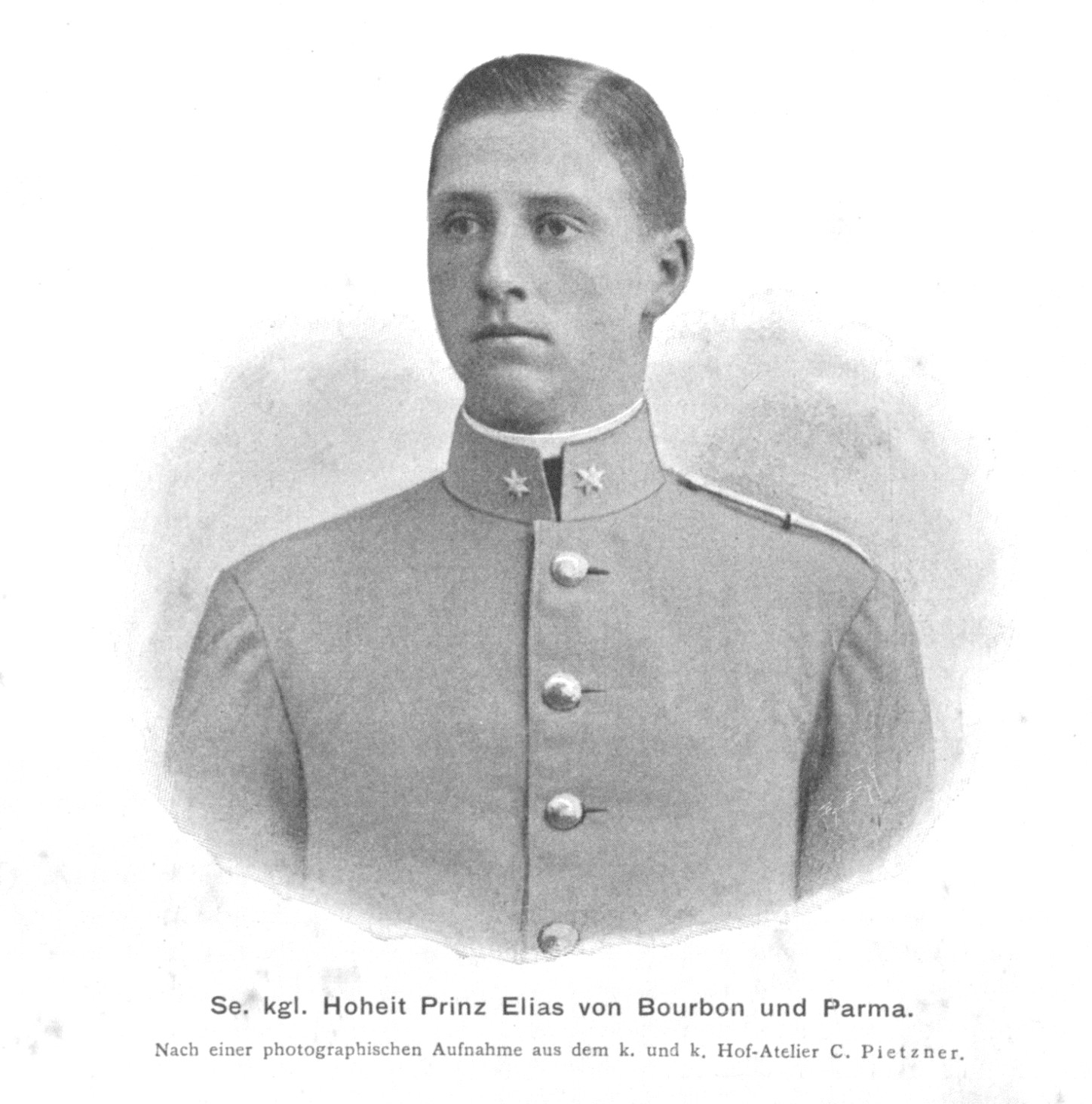
Elias von Bourbon-Parma (1903)

Elias Robert Karl Maria Pius von Bourbon-Parma (* 23. Juli 1880 in Biarritz, Frankreich; † 27. Juni 1959 in Friedberg, Österreich) war Titularherzog von Parma und Piacenza, Prinz von Bourbon und Oberhaupt des Hauses Bourbon-Parma.

## Leben
Elias war der vierte Sohn Roberts I. (1848–1907), des letzten Herzogs von Parma, und seiner ersten Gattin, Prinzessin Maria Pia von Neapel-Sizilien (1849–1882), der Tochter König Ferdinands II. und der Erzherzogin Maria Theresia von Österreich.
Zusammen mit seinen insgesamt dreiundzwanzig Geschwistern wuchs er in Österreich, der Schweiz, Italien, Frankreich und England auf. Trotz des Thronverlusts seines Vaters verfügte die Familie über ein beträchtliches Vermögen, darunter Immobilien bei Schwarzau (Österreich) und die Villa Pianore (Italien), sowie das Château de Chambord (Frankreich).
Nach dem Tod seines Vaters im Jahre 1907 ließ er vor einem österreichischen Gericht sechs seiner Geschwister aus der ersten Ehe seines Vaters für unmündig erklären, da sie geistig und körperlich behindert seien. Unterstützt wurde er durch seine Stiefmutter, Infantin Maria Antonia von Portugal (1862–1959). Er wurde dadurch gesetzlicher Vormund seiner älteren Geschwister und Alleinerbe des Familienvermögens. Seine jüngeren Halbbrüder Sixtus und Franz Xaver verklagten ihn, um einen größeren Anteil am herzoglichen Vermögen zu erhalten. Ein französisches Gericht in Paris wies ihre Ansprüche jedoch zurück.
1914 nahm er an der Österreichischen Alpenfahrt auf einem Austro-Daimler teil.
Elias von Bourbon-Parma diente in der Armee Österreich-Ungarns und erreichte den Rang eines Obersts.
Am 24. November 1951 verkaufte er das  Schloss Schwarzau am Steinfeld an die Republik Österreich, die es einer neuen Verwendung als Justizanstalt zuführte.

## Ehe und Nachkommen
Am 25. Mai 1903 heiratete Elias in Wien Erzherzogin Maria Anna von Österreich-Teschen (1882–1940), eine Tochter Erzherzog Friedrichs von Österreich-Teschen (1856–1936) und seiner Gattin Prinzessin Isabella von Croÿ-Dülmen (1856–1931). Sie war auch eine Nichte der spanischen Königin Maria Christina von Österreich (1858–1929). Aus der Ehe gingen acht Kinder hervor:
- Elisabeth Maria Anna Pia Luisa (1904–1983)
- Karl Ludwig Friedrich Anton Robert Elias Maria (1905–1912)
- Maria Franziska Josepha Raniera Enrichetta Pia Luisa (1906–1994)
- Robert Rainer Alexis Ludwig Erich Deodato Elias Pio Maria (1909–1974), als Titularherzog von Parma Robert II.
- Franz Alfons Gabriel Ludwig Erich Robert Pio Karl Elias Maria (1913–1939)
- Johanna Isabella Alfonsina Pia Luisa Maria (1916–1949)
- Alicia Maria Teresa Francesca Luisa Pia Anna Valeria (1917–2017) ⚭ 1936 in Wien Prinz Alfons von Bourbon-Sizilien (1901–1964), Herzog von Kalabrien und Infant von Spanien
- Maria Christina Albertina Enrichetta Luisa Pia Carlotta (1925–2009)

## Österreichische Militärauszeichnungen (Stand 31. Dezember 1918)
- Militär-Jubiläumskreuz 1908
- Bronzene Militär-Verdienstmedaille, Kriegsdekoration mit Schwertern
- Militärverdienstkreuz III. Klasse, Kriegsdekoration mit Schwertern
- Orden der Eisernen Krone Ritter III. Klasse, Kriegsdekoration mit Schwertern
- Leopoldorden Ritterkreuz, Kriegsdekoration mit Schwertern
- Ritterorden vom Goldenen Vlies